# Türkiser Prachtgrundkärpfling
Der Türkise Prachtgrundkärpfling (Nothobranchius furzeri)  ist ein Zahnkärpfling aus der Gattung Nothobranchius.

## Geschichte
W. Warne und R. Furzer waren die ersten, die einige Exemplare dieser Prachtgrundkärpflinge fanden. Im März 1968 und später noch einmal im Dezember 1968 sammelten sie einige Exemplare. Diese wurden dann von R. A. Jubb 1971 beschrieben. Der Artname ist dem Mitentdecker und US-amerikanischen Aquarianer Richard Furzer gewidmet. 1973 gelang es Walter Foersch in München, aus einigen Eiern ein gesundes Paar Nothobranchius furzeri aufzuziehen. Es wird angenommen, dass fast alle in Aquarien gehaltenen Exemplare von diesem Paar abstammen.
Erst im Jahr 1999 wurden von auf Killifische spezialisierten Aquarianern wieder Exemplare dieser Art in freier Natur gefunden, diese wiesen ein unterschiedliches Farbmuster auf. Zwischen 2004 und 2007 wurden weitere Exemplare gefunden und von Killifisch-Liebhabern bzw. von Wissenschaftlern vermehrt.
Fundorte:
1. MOZ 99-4
2. Gonarezhou-Nationalpark (GRZ)
3. Mazimechopes River MOZ 04-13
4. Combomune MZHL 05-2
5. MOZ 99-6

## Aussehen
Die Männchen können 6 cm lang werden, Weibchen bleiben etwas kleiner. Da diese Art sehr farbvariabel ist, ist eine allgemeingültige Beschreibung für alle Standortvarianten nicht möglich.
Die folgende Beschreibung bezieht sich auf die zuerst entdeckte Variante. Die Männchen weisen eine türkise Körpergrundfärbung auf, die Schuppen sind karminrot gerandet, dadurch ergibt sich ein netzmusterartiges Aussehen. Die Kiemendeckel sind oben weiß, nach unten hin gelb gefärbt. Die Afterflosse ist rot gepunktet; einige Punkte bilden zusammen ein netzartiges Muster. Die Basis der Rückenflosse ist dunkelblau bis dunkeltürkis und hat ebenfalls dunkelbraune bis dunkelrote Punkte. Im oberen Teil bilden diese Punkte ein Streifenmuster. Die Schwanzflosse ist bläulich gefärbt. Auf diesem Untergrund befinden sich dunkel rostrote Streifen. Daraufhin folgt ein gelber, dann ein schwarzer Saum.
Die Weibchen sind einfarbig silbrig-beige gefärbt.

## Lebensraum

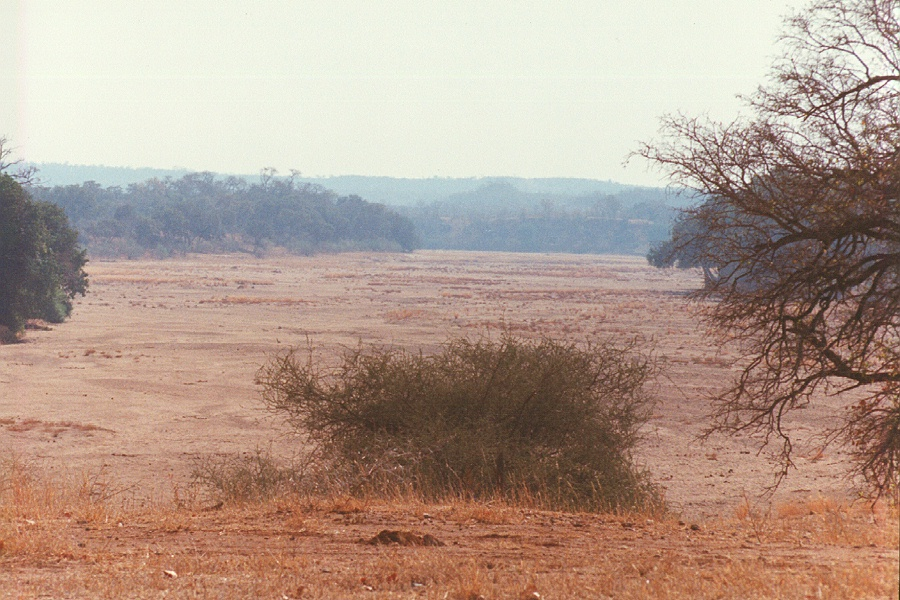
Buffalo Bend am Fluss Mwenezi im Gonarezhou-Nationalpark

Die ersten Exemplare wurden im Gonarezhou-Nationalpark im heutigen Simbabwe entdeckt. Es handelt sich um eine von Menschen nicht besiedelte Region, die nur gelegentlich von Parkrangern oder Wilderern betreten wird. Es besteht eine spärliche Buschvegetation.
Der erste Fundort waren zwei Wasserlöcher namens Sazale und Malugwe, die entlang des temporär wasserführenden Flusses Guluene lagen.
Weitere Fundorte lagen in ähnlichen Regionen in Mosambik. Die Fische halten sich in Tümpeln und Wasserrinnen auf, die nur zeitweise Wasser führen. In Anpassung an die kurze und unergiebige Regenzeit in der Region, durch die die Wasserstellen schnell austrocknen, gehört Nothobranchius furzeri zu den Saisonfischen.
Die Lufttemperatur beträgt am Tag 30–35 °C, so dass die Wassertemperatur in den flachen Tümpeln und Wasserrinnen entsprechend hoch ist. Da viele wilde Tiere, einschließlich Elefanten, aus den Tümpeln trinken, ist das Wasser mit Zooplankton stark bevölkert. Als Futter steht den Fischen ebenfalls Insektenlarven und Anflugnahrung zur Verfügung. Als weitere höhere Lebewesen leben gelegentlich Lungenfische und Froschlarven zusammen mit Nothobranchius furzeri.

## Wissenschaft
Nothobranchius furzeri galt bis vor kurzem als die Fischart mit der geringsten Lebenserwartung und wurde erst 2005 durch die Grundelart Eviota sigillata abgelöst. Im Aquarium ist gut zu erkennen, dass die Tiere mit etwa 3 Monaten deutliche Alterungserscheinungen zeigen, im Alter von 3 bis 4 Monaten sterben sie. Deshalb ist die Art zu einem Forschungsobjekt geworden. In verschiedenen Forschungsgruppen werden insbesondere biologische Faktoren der Lebensverlängerung und die genetischen Dispositionen der frühen Alterung erforscht.
Nach Untersuchungen italienischer Forscher soll eine Substanz im Rotwein, das Resveratrol, die Lebensdauer dieser Fische um 30–60 Prozent verlängern, wenn diese dem Futter zugesetzt wird.
Zudem haben die Wissenschaftler des Leibniz-Institut für Alternsforschung bereits mehrere Millionen Bausteine des Genoms entziffert. Gleichzeitig läuft die Suche nach Genen, die Alterungsprozesse steuern. Kreuzungsexperimente mit langlebigeren Unterarten des Prachtgrundkärpflings sowie im Laborexperiment ausgelöste Veränderungen des Erbguts (Mutationen) sollen die Forscher darüber hinaus auf die Spur der Alternsgene bringen. 2012 konnten durch Kreuzungsexperimente auf vier Chromosomen Bereiche identifiziert werden, auf denen altersbestimmende Gene liegen. Die Bereiche sind allerdings relativ groß.
Forschungsgruppen:
1. Das Nothobranchius-Project des Leibniz-Institut für Alternsforschung – Fritz-Lipmann-Institut (FLI)[8]
2. Martin Reichard, Akademie der Wissenschaften der Tschechischen Republik[9]
3. Anne Brunets Arbeitsgruppe an der Stanford University[10]
4. Max-Planck-Institut für Biologie des Alterns[11]
5. The Austrian Notho Project – Zentrum für Anatomie und Zellbiologie der Medizinischen Universität Wien[12]

## Fortpflanzung und Aquaristik
Das Männchen imponiert vor dem Weibchen und umschwimmt es. Ist dieses paarungsbereit, so folgt es zu einem Laichplatz. Zum Ablaichen schmiegt sich das Weibchen eng an das Männchen und beide wühlen den Boden 1–2 Zentimeter tief auf, dort wird abgelaicht. In freier Natur trocknet der Lebensraum aus. Die Eier bleiben in der Erde aber restfeucht, dort entwickeln sich die Jungfische. Bei der nächsten Regenzeit schlüpfen sie dann.
Im Aquarium lässt man die Fische in einer Torfschicht oder in Sand ablaichen. Der Torf wird bis zur Restfeuchte getrocknet und dann in einer Plastiktüte gelagert. Dabei ist es wichtig, dass der Torfansatz nicht schimmelt oder verpilzt. Nach bis zu 9 Monaten gibt man den Torf in das Aufzuchtbecken, wo die Jungfische nach wenigen Stunden schlüpfen. Da die Elterntiere zu diesem Zeitpunkt schon lange gestorben sind, darf bei der Lagerung des Torfs, dem Schlüpfen und der Aufzucht der Jungfische nichts schiefgehen. Die Vermehrung von Nothobranchius furzeri gilt daher als schwierig.
Bei der Aufzucht ist darauf zu achten, die Fische gehaltvoll zu ernähren, da diese nur wenig Zeit zum Wachsen haben. Erfolge ergeben sich bei der Fütterung von Zuckmückenlarven.
| Artgerechte Haltung im Aquarium | Artgerechte Haltung im Aquarium |
| ------------------------------- | ------------------------------- |
| Bodengrund                      | ungedüngter Fasertorf           |
| Temperatur                      | 25 °C                           |
| Gesamthärte                     | 15–20 °dH                       |
| pH-Wert                         | um 7,5                          |